# برچت
برچت (به آلمانی: Brucht) یک رود در آلمان است که در نوردراین-وستفالن واقع شده‌است.